# NGC 2420
NGC 2420是雙子座的一個疏散星團。威廉·赫歇爾於1783年發現NGC 2420。NGC 2420星團約有20億年歷史，距離地球10,000光年。

## 位置
NGC 2420位於恆星北河三東南偏南約6.5度處，距離愛斯基摩星雲東北偏東略超過2度。觀察者透過低倍小型望遠鏡可以看到NGC 2420，看起來像均勻的幽靈光，向中心越來越亮，類似於無尾彗星，在33倍放大率下，可以瞥見一些單顆恆星。在更高的放大倍率下，星團分解成一個由單顆恆星組成的豐富的區域。NGC 2420收錄在赫歇爾目錄。

## 外部連結
- WikiSky上关于NGC 2420的内容：DSS2, SDSS, GALEX, IRAS, 氢α, X射线, 天文照片, 天图, 文章和图片